# Frászkarika – Veszélyes éj
A Frászkarika – Veszélyes éj (eredet cím: Fright Night) egy 1985-ös amerikai horrorfilm. 1988-ban egy folytatása (Frászkarika 2.),  2011-ben egy remake-je (Frászkarika) készült.

## Szereposztás
Az első magyar szinkron csak hangalámondás volt, amiben a férfihangokat Uri István a női hangokat Némedi Mari adta. Zárójelben a második magyar szinkronhangok.
- Chris Sarandon – Jerry Dandrige[4]  (Gergely Róbert)
- William Ragsdale – Charley Brewster (Simonyi Balázs)
- Amanda Bearse – Amy Peterson (Zsigmond Tamara)
- Roddy McDowall – Peter/Vincent (Harsányi Gábor)
- Stephen Geoffreys – Edward "Evil Ed" Thompson (Seszták Szabolcs)
- Jonathan Stark – Billy Cole (Karácsonyi Zoltán)
- Dorothy Fielding – Judy Brewster (Hűvösvölgyi Ildikó)
- Art Evans – Detective Lennox (Holl Nándor)

## Soundtrack
Két filmzene(egyiken a filmben hallható dalok szerepelnek, a másikon meg Brad Fiedel filmhez írt zenéje van)  album jelent meg 1985-ben hanglemezen és magnókazettán a Columbia Records leányvállalata (Private-I Records) gondozásában, CD formátumban 2016-ban adták ki.

### Filmzene (dalok)
1. "Fright Night" (The J. Geils Band) – 3:45
2. "You Can't Hide from the Beast Inside" (Autograph) – 4:14
3. "Good Man in a Bad Time" (Ian Hunter) – 3:41
4. "Rock Myself to Sleep" (April Wine) – 2:57
5. "Let's Talk" (Devo) – 2:52
6. "Armies of the Night" (Sparks) – 4:34
7. "Give It Up" (Evelyn "Champagne" King) – 3:43
8. "Save Me Tonight" (White Sister) – 4:22
9. "Boppin' Tonight" (Fabulous Fontaines) – 3:10
10. "Come to Me" (Brad Fiedel) – 3:54

### Filmzene (Brad Fiedel)
1. "Fright Night" – 15:25 [Medley from the 1/4" 15 i.p.s. Stereo Mixes]
2. "Window Watching" – 1:57
3. "Jerry Takes Off" – 1:45
4. "Drive to Evil and Bat Attack" – 2:07
5. "Charlie's Cathedral, Charmed and Alley Bat" – 5:29
6. "Evil Visitor" – 01:44
7. "Charlie Begs for Help and Come to Me (Seduction Scene)" – 4:38
8. "Vampire Killers and Your Dinner's in the Oven" – 9:44
9. "Jerry's Time Is Up" – 7:28
10. "The Basement" – 5:21
11. "You're So Cool Brewster and Come to Me" – 5:44

## Díjak, jelölések
| Díjátadó       | Jelölés                      | Jelölt         | Eredmény  |
| -------------- | ---------------------------- | -------------- | --------- |
| Szaturnusz-díj | Legjobb rendező              | Tom Holland    | Jelölés   |
| Szaturnusz-díj | Legjobb forgatókönyvíró      | Tom Holland    | Megnyerte |
| Szaturnusz-díj | Legjobb férfi mellékszereplő | Roddy McDowall | Megnyerte |
| Szaturnusz-díj | Legjobb horrorfilm           |                | Megnyerte |
| Szaturnusz-díj | Legjobb férfi főszereplő     | Chris Sarandon | Jelölés   |